# Amindeo
Amindeo (griego: Αμύνταιο; albanés: Soroviçi; macedonio: Сорович) es un municipio de la República Helénica perteneciente a la unidad periférica de Flórina de la periferia de Macedonia Occidental.
El municipio se formó en 2011 mediante la fusión de los antiguos municipios de Aetos, Amindeo, Filotas, Lechovo, Nymfaio y Variko, que pasaron a ser unidades municipales. El municipio tiene un área de 589,4 km², de los cuales 249,9 pertenecen a la unidad municipal de Amindeo.
En 2011 el municipio tenía 16 973 habitantes, de los cuales 7612 viven en la unidad municipal de Amindeo. En la propia comunidad de Amindeo viven 4306 habitantes.
La localidad se ubica junto a la carretera 3 a medio camino entre Kozani y Bitola.